# Mike Fahn
Michael Jeff Fahn (* 16. Dezember 1960 in Queens, New York City) ist ein US-amerikanischer Jazz-Ventilposaunist, daneben Bariton-Hornist und Jazzsänger.
Mike Fahn wuchs in Huntington (New York) auf und begann zunächst Schlagzeug zu spielen; sein Vater war Schlagzeuger bei Lionel Hampton und Tex Beneke. Mit zwölf Jahren wechselte er zur Ventilposaune als Hauptinstrument. 1977 zog er mit seinen Eltern nach Los Angeles; von 1978 bis 1982 arbeitete er bei Frank Strazzeri und Don Menza, 1984 bei Dick Berk. Er hatte dann eigene Gruppen mit Bob Sheppard, Tad Weed und John Patitucci, dessen Schwester er später heiratete. In den 1980er Jahren spielte er auch mit Bob Cooper, Conte Candoli, Pete Christlieb und Shorty Rogers; 1989–91 gehörte er der Band von Maynard Ferguson an, mit dem er auf Tournee ging. 1989 erschien ein erstes Album unter eigenem Namen (Steppin´ Out); Anfang der 1990er Jahre arbeitete er bei Terry Gibbs, Bill Holman, Woody Herman, Kim Richmond, Louie Bellson und Dick Berk. 1993 kehrte er mit seiner Frau, der Bassistin Mary Ann McSweeney, nach New York City zurück, spielte in den Bigbands von Toshiko Akiyoshi und Loren Schoenberg; ab 1994 arbeitete er als freischaffender Musiker und wirkte u. a. an Tom Harrells Album Time's Mirror (1999) und Andrew Hills Album A Beautiful Day (2002) mit.

## Diskographische Hinweise
- Steppin' Out (Cexton, 1989)
- Close Your Eyes…and Listen (Sparky, 2002)